# Лінза Люнеберга
Лінза Люнеберга (нім. Lüneburg-Linse) — лінза, в якій показник заломлення не є постійним, а змінюється за певним законом залежно від відстані від центру у сферичних або від осі у циліндричних лінзах. Зазвичай закон зміни показника заломлення підбирається таким чином, щоб при проходженні лінзи паралельні промені фокусувалися в одній точці на поверхні лінзи, а випущені точковим джерелом на поверхні формували паралельний пучок.
Лінзи Люнеберга виготовлені з діелектричних матеріалів. В мікрохвильовій оптиці, наприклад, використовуються лінзи з пінопласту. У січні 2011 року було оголошено, про створення кремнієвих лінз, що фокусують інфрачервоне випромінювання.
Така конструкція лінз була вперше запропонована німецько-американським математиком Рудольфом Люнебергом.

## ЕПР лінзи Люнеберга
Лінза Люнеберга, частково покрита струмопровідним матеріалом, має величезну (щодо справжніх розмірів) ефективну площу розсіювання у широких кутах опромінення. Максимальна досяжна ЕПР сферичної лінзи Люнеберга визначається як
{\displaystyle \sigma _{\text{max}}={\frac {4\pi ^{3}a^{4}}{\lambda ^{2}}},}
де {\displaystyle a} — радіус лінзи, а {\displaystyle \lambda } — довжина хвилі.

## Застосування

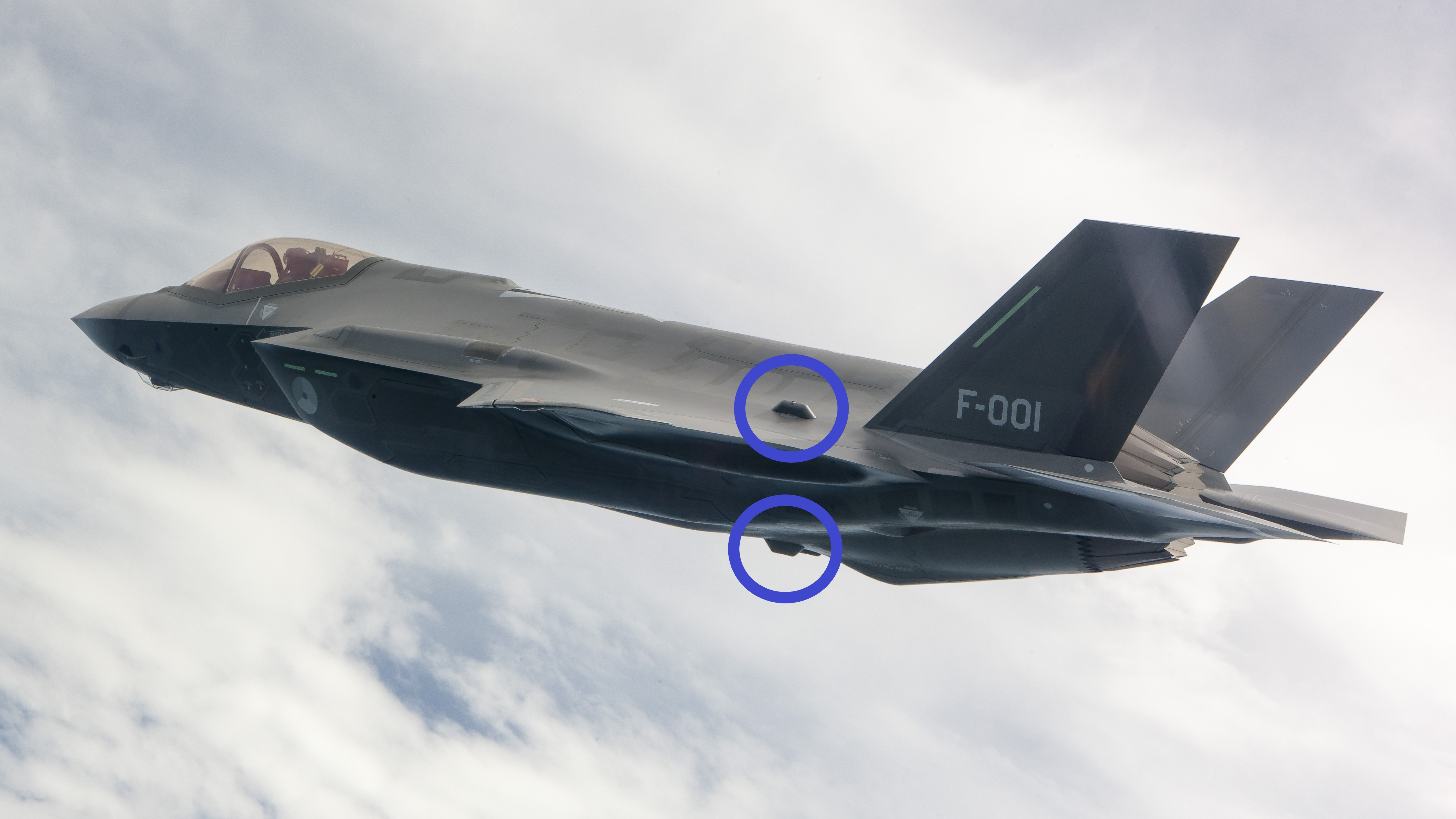
Лінзи Люнеберга на F-35 Lightning II

Одним із застосувань лінзи Люнеберга є посилення відбиття радіолокаційних хвиль на військових об'єктах, літаках-невидимках та кораблях, щоб приховати їх фактичну радіолокаційну сигнатуру або зробити їх чітко видимими для радарів у цивільному повітряному просторі чи морських зонах.
Лінзи Люнеберга широко застосовуються у НВЧ-техніці. Одним з таких застосувань є створення об'єктів, що сильно відбивають радіохвилі. Зокрема, лінзи Люнеберга використовуються в ракетах-мішенях для імітації ефективної площі розсіювання реальних цілей з більшими розмірами (наприклад, бойових літаків).
Використання подібних лінз в оптичній техніці ускладнене через технічні труднощі виготовлення лінз зі змінним показником заломлення, що визначає їхню високу вартість. Іноді для спрощення технології виробництва подібні лінзи збирають із дискретних елементів — невеликих кубиків із різними показниками заломлення.

### Застосування у радіолокації

Застосування лінзи Люнеберга як формувача променя ФАР

Лінза Люнеберга тривалий час вважалася чимось на кшталт математичного курйозу, поки на початку 1960-х років не була використана як формувач променя в американському радарі AN/SPG-59.
Радар AN/SPG-59 був одним з перших у світі радарів з фазованою антенною решіткою (ФАР). На відміну від сучасних радарів з ФАР, де просторова картина променя формується за допомогою керованих фазообертачів, у радарі AN/SPG-59 використовувалася лінза Люнеберга, розташована у надбудові корабля. Обрання цієї технології було обумовлене відсутністю у 1960-х роках компактних та надійних фазообертачів C-діапазону.
На поверхні лінзи розташовувалося кілька тисяч прийомних та передавальних елементів. Коли один із передавальних елементів формував на поверхні лінзи сферичну радіохвилю, лінза перетворювала її на хвилю з плоскопаралельними фронтами, фазова картина якої знімалася приймальними елементами й транслювалася на сферичний випромінювач, розташований на вершині дзвоноподібної надбудови. Таким чином, сферичний випромінювач формував у просторі промінь, напрямок якого відповідав положенню на лінзі випромінюючого елемента.
Відбита хвиля приймалася трьома сферичними приймачами, розташованими по периметру надбудови й віддаленими один від одного на 120° за азимутом. Сигнали з кількох тисяч приймачів трьох антен поєднувалися і подавалися на лінзу Люнеберга, яка фокусувала сигнал на одному з прийомних елементів, положення якого на поверхні лінзи відповідало положенню цілі у просторі.
Тестова версія радара випробовувалась на дослідному судні AVM-1 «Нортон-Саунд» з червня 1964 по липень 1966 року. Випробування виявили низьку надійність обладнання, високі втрати потужності в лінзі та низьку якість перетворення сферичної хвилі на пласку (високий рівень бічних пелюсток діаграми направленості). Надалі розробка радара була припинена через згортання робіт за проєктом «Typhon».

## Застосування у військовій справі

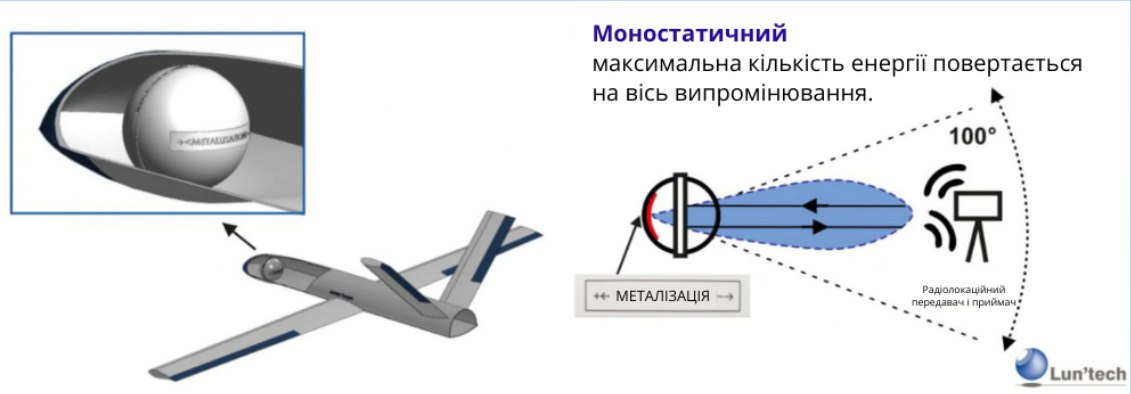
Принцип роботи лінзи Люнеберга

Лінза Люнеберга являє собою відбивач радіолокаційних променів, з одного боку покритий металізованим матеріалом. У разі радіолокаційного опромінення лінза фокусує енергію і відбиває її з великим посиленням. Наприклад, лінза Люнеберга з діаметром 44 см може мати ефективну площу розсіювання в X-діапазоні в 100 м2. Таким чином невеликий БПЛА може виглядати для радіолокаційної станції (РЛС) як стратегічний бомбардувальник B-52.
У російсько-українській війні росіяни використовують пінопластові дрони-приманка «Гербера» з лінзою Люнеберга, які для РЛС виглядатимуть як «Шахед» з бойовою частиною.